# 彩虹戲院

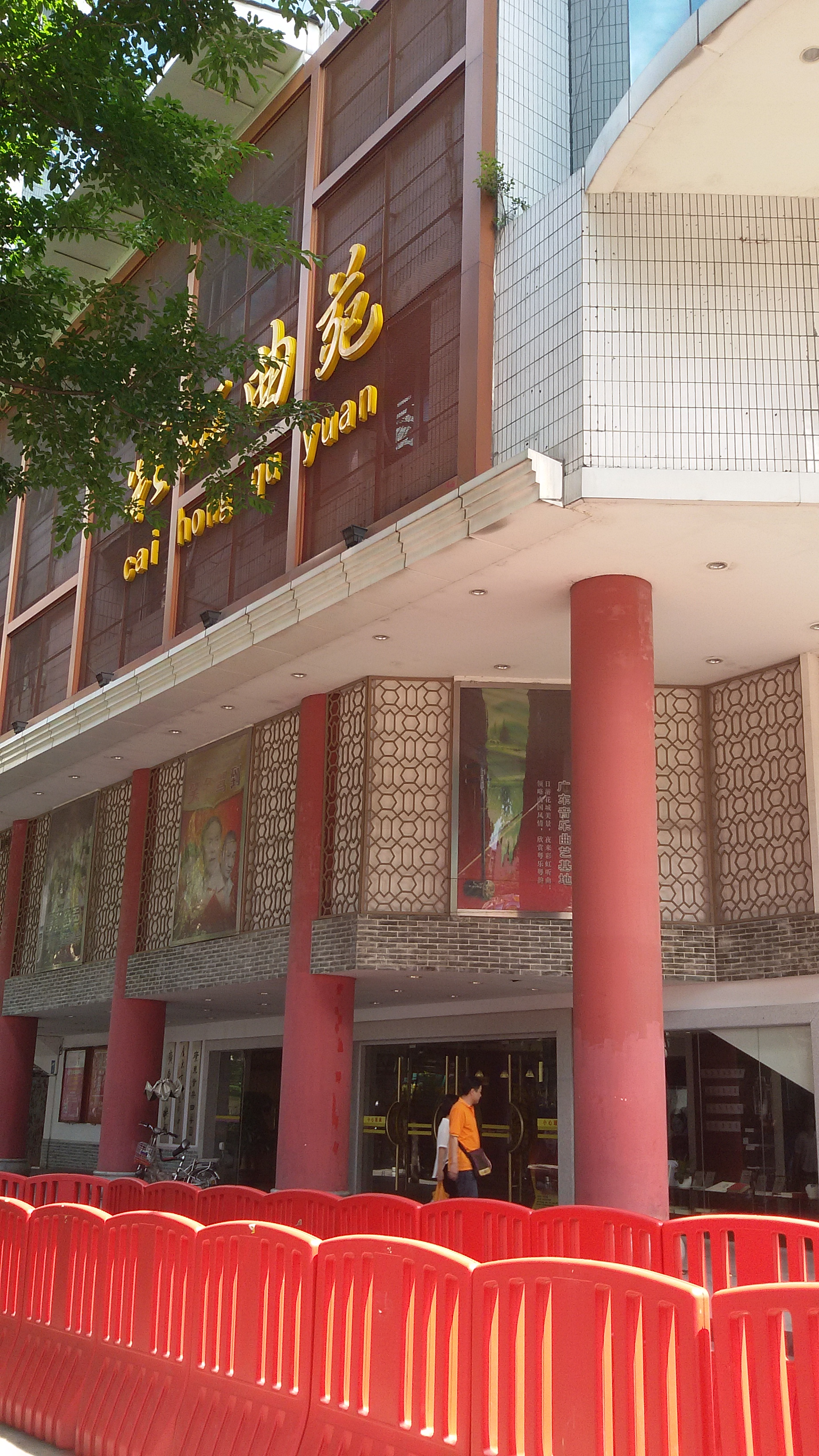
亞運後的彩虹曲苑外觀

彩虹戲院，又名彩虹曲苑，是廣東廣州的一間戲院，位處荔灣區西華路120號（西華路同荔灣路交界東南角）。

## 歷史
戲院始建於1958年，初期命名彩虹影劇場，時多表演粵劇。在1992年11月被拆除，到1995年12月完成重建，轉做大眾娛樂場地，改名做彩虹娛樂城。1998年廣州市文化局同演出公司、廣東音樂曲藝團協商，在彩虹娛樂城開辦廣東音樂曲藝，1999年3月新建彩虹曲苑。期間戲院一直有放映電影和舉辦一系列娛樂活動，到2009年底，廣州市人民政府宣稱要發揚粵劇文化，投入千萬資金改造戲院，電影院與娛樂城相繼被關閉，改造工程延續到2010年亞運，到2011年4月底完成。同年5月1號重開，定名做彩虹曲苑，轉純戲劇場地。